# C/2000 A1 (Montani)
C/2000 A1 (Montani) — одна з довгоперіодичних комет. Ця комета була відкрита 12 січня 2000 року; вона мала 18.9m на час відкриття.